# 劳动收入份额
在经济学中，劳动收入份额或勞動份額是指工资或報酬在国民收入中所佔的比重。劳动份额是收入分配的一个关键指标。自20世纪80年代以来，大多数已開發國家的劳动收入份额有所下降  。